# Simeon I al Bulgariei
Simeon (sau Simon) I cel Mare (Симеон I Велики, transliterat Simeon I Veliki), (n. 864 d.Hr., Pliska, Țaratul Bulgar – d. 27 mai 927 d.Hr., Veliki Preslav, Țaratul Bulgar) a fost țar al Bulgariei între 893 și 927, în timpul Primului Imperiu Bulgar. Campaniile reușite ale lui Simeon împotriva Bizanțului, maghiarilor și sârbilor au condus Bulgaria la cea mai mare extindere teritorială a sa din toate timpurile, transformând-o în cel mai puternic stat din vremea respectivă din Europa răsăriteană. Domnia sa a coincis în același timp cu o perioadă de nemaiîntâlnită prosperitate culturală și deschidere, numită ulterior "Epoca de Aur" a culturii bulgare.
Sub domnia lui Simeon, Bulgaria și-a extins teritoriul în regiunea dintre Marea Egee, Marea Adriatică și Marea Neagră, iar noua capitală a Bulgariei, Preslav se spune că rivaliza cu însuși Constantinopolul. Recent, independenta Biserica Ortodoxă Bulgară a devenit prima patriarhie în afara Pentarhiei, iar traducerea în limba bulgară a textelor creștine s-a răspândit în tot spațiul slav al epocii. Pe la jumătatea domniei sale, Simeon a adoptat titlul de împărat (țar), înlocuindu-l pe cel de prinț (cneaz).